# Onorificenze di Winston Churchill

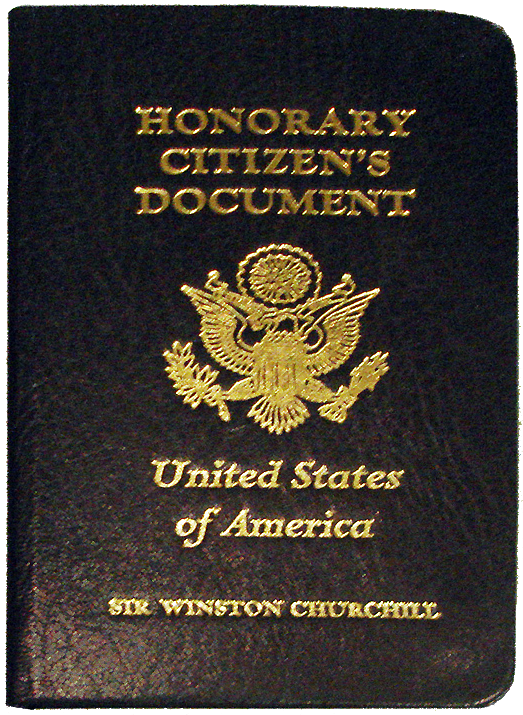
Passaporto statunitense di Churchill come cittadino onorario degli Stati Uniti d'America (1963)

Sir Winston Leonard Spencer Churchill, KG, OM, CH, TD, PC, DL, FRS, RA ha ricevuto numerose onorificenze e riconoscimenti durante la sua carriera come ufficiale dell'esercito britannico, statista e autore.
Forse il più alto di questi fu il funerale di Stato tenuto nella Cattedrale di St. Paul, dopo che il suo corpo fu composto in una camera ardente per tre giorni a Westminster Hall, un onore di rado concesso a personaggi non membri della famiglia reale. Il funerale vide anche la partecipazione di un gran numero di statisti da tutto il mondo.
Durante tutta la vita, Churchill raccolse innumerevoli riconoscimenti. Ricevette inoltre 37 ordini e medaglie tra il 1885 e il 1964. Degli ordini, decorazioni e medaglie ricevute da Churchill, 20 furono assegnati dal Regno Unito, tre dalla Francia, due ciascuno da Belgio, Danimarca, Lussemburgo e Spagna, e uno ciascuno da Repubblica Ceca, Egitto, Estonia, Libia, Nepal, Paesi Bassi, Norvegia e Stati Uniti. Dieci furono assegnati per il servizio attivo come ufficiale dell'esercito a Cuba, in India, in Egitto, in Sudafrica, nel Regno Unito, in Francia e in Belgio. Il maggior numero di premi è stato dato in riconoscimento del suo servizio come Primo ministro britannico e aver guidato il Regno Unito nella seconda guerra mondiale.

## Stemma

Stemma di Sir Winston Churchill.

Appartenendo a un ramo cadetto dei Marlborough, Churchill non era un pari, non ebbe mai un titolo nobiliare e rimase un cittadino comune per tutta la vita. Come nipote del VII Duca di Marlborough, portava lo stemma inquartato delle famiglie Spencer e Churchill. Paul Courtenay osserva che "In queste circostanze sarebbe normale che le armi paterne (Spencer) prendessero il sopravvento su quelle materne (Churchill), ma poiché il ducato di Marlborough era più prestigioso del titolo comitale di Sunderland, in questo caso la procedura si è invertita".
Il risultato araldico è: "Inquartato al 1° e al 4°, Nero a leone rampante d'argento su un cantone del secondo a croce rossa (Churchill); inquartato al 2° e al 3°, d'argento e d'oro, nel secondo e nel terzo, al di sopra una banda caricata di tre conchiglie del primo (Spencer); in capo, su uno scudo argentato a croce rossa sormontato da uno scudetto d'azzurro caricato di tre fleur-de-lys d'oro".
Quando divenne un Cavaliere della Giarrettiera nel 1953, lo stemma fu circondato dalla Giarrettiera dell'Ordine e nello stesso tempo gli elmi furono aperti, simbolo del cavalierato. Il suo motto era quello dei duchi di Marlborough: "Fiel pero desdichado" (Fedele ma sfortunato).

## Cittadinanza onoraria
Il 9 aprile 1963, il Presidente degli Stati Uniti John F. Kennedy, agendo su autorizzazione concessa da atto del Congresso, proclamò Churchill il primo cittadino onorario degli Stati Uniti. Churchill era ormai fisicamente incapace di partecipare alla cerimonia alla Casa Bianca, quindi suo figlio e suo nipote accettarono il premio per lui.

## Proposte di ducato
Nel 1945, re Giorgio VI offrì a Churchill il titolo di Duca di Dover, il primo ducato offerto a un non reale dal 1874, e l'investitura nell'Ordine della Giarrettiera, ma Churchill declinò entrambi gli onori.
Nel 1955, dopo essersi ritirato come Primo Ministro, a Churchill venne offerta di nuovo l'elevazione alla nobiltà con il rango di duca da parte della regina Elisabetta II. Per consuetudine, gli ex Primi Ministri ritiratisi dai Comuni venivano di solito innalzati ai Lords con titolo comitale, quindi il ducato era un segno di onore speciale. Un titolo che fu considerato fu quello di Duca di Londra, una città il cui nome non era mai stato utilizzato in un titolo di pari: Churchill aveva rappresentato le divisioni elettorali di tre diverse contee in Parlamento, e la sua casa, Chartwell, era in una quarta, quindi la città in cui aveva trascorso la maggior parte del suo tempo durante cinquanta anni in politica era vista come una scelta adatta. Dal 1900, solo i membri della famiglia reale britannica sono stati fatti duchi, quindi l'offerta fu eccezionale.
Churchill considerò di accettare l'offerta di un ducato, ma alla fine lo declinò; lo stile di vita di un duca sarebbe stato costoso, e accettare qualsiasi parìa avrebbe potuto abbreviare una carriera politica a suo figlio Randolph e, a tempo debito, anche impedirne una a suo nipote Winston (all'epoca non esisteva una procedura per declinare un titolo: la procedura fu inizialmente stabilita dal Peerage Act del 1963. Dopo aver ereditato un titolo, Randolph o Winston avrebbero dovuto immediatamente ritirarsi dalla Camera dei Comuni).
Ironicamente l'eventuale accettazione del ducato non avrebbe avuto effetto sulla carriera né di Randolph né di Winston: infatti Randolph non sedette più in Parlamento dopo aver perso il suo primo e unico seggio nel 1945, e morì solo tre anni dopo suo padre, mentre suo figlio Winston prestò servizio ai Comuni dal 1970 fino al 1997, ma a quel tempo esisteva la clausola per il disconoscimento di un diritto ereditario.

## Altre onorificenze
Nel 1913, Churchill fu nominato Elder Brother di Trinity House come conseguenza della sua nomina a Primo Lord dell'Ammiragliato.

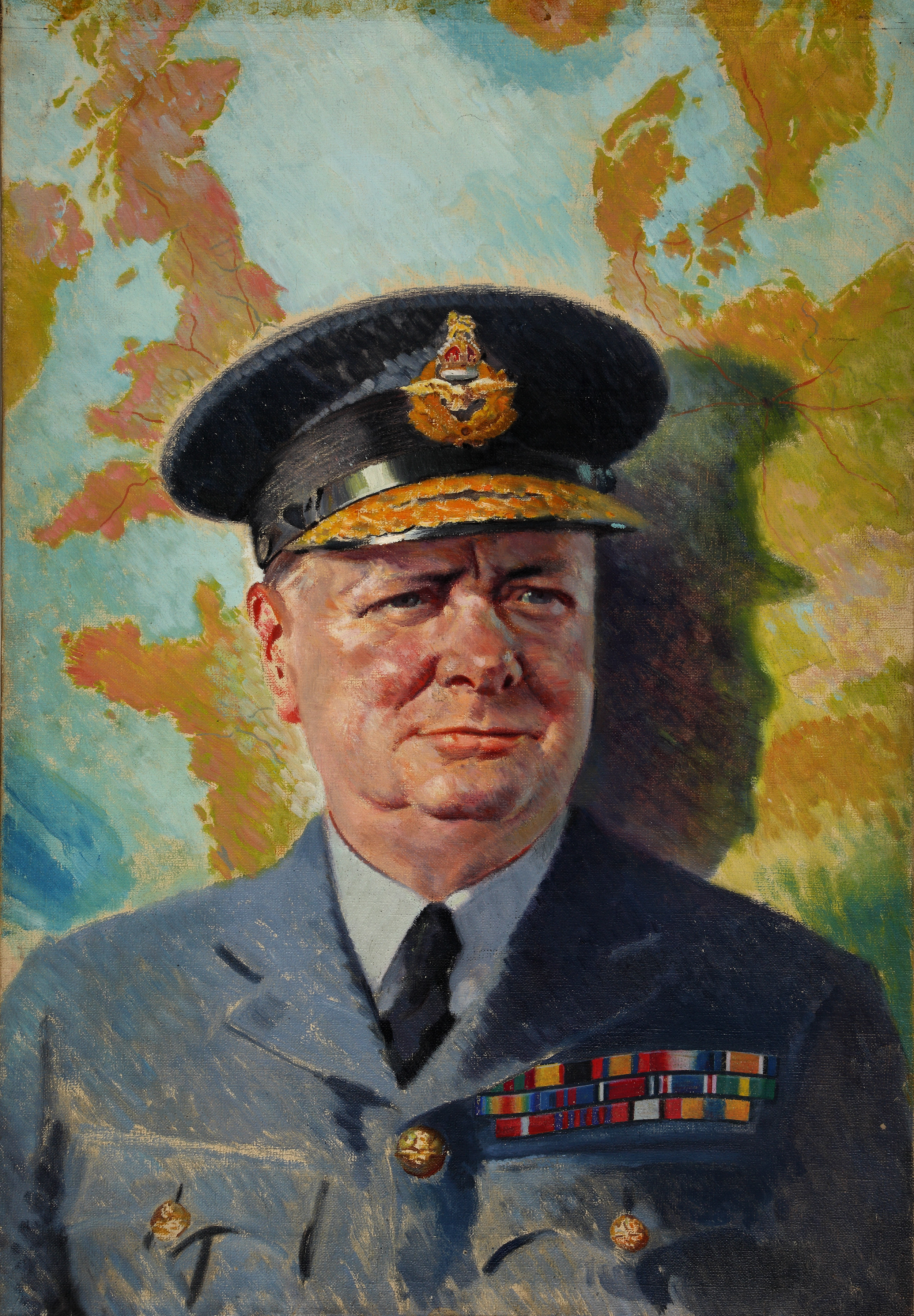
Churchill nell'uniforme di Commodoro della Royal Air Force (1940)

Churchill nell'uniforme della Trinity House tra i marescialli Alan Brooke (a sinistra) e Montgomery (a destra) in Normandia (12 giugno 1944)

Il 4 aprile 1939, Churchill fu nominato Commodoro d'onore onorario dello squadrone n. 615 (County of Surrey) (Churchill's Own) nell'Aeronautica militare ausiliaria. Nel marzo del 1943, l'Air Council assegnò a Churchill il brevetto di pilota onorario. Mantenne l'incarico fino all'11 marzo 1957 quando il 615º squadrone fu sciolto. Continuò comunque a ricoprire il ruolo di Honorary Air Commodore- Indossò spesso la sua uniforme di Commodoro dell'Aria durante la Seconda guerra mondiale.
Fu il Colonnello in Capo dei IV Queen's Own Hussars (il suo vecchio reggimento) e, dopo la sua fusione, il primo Colonnello in Capo dei Royal Irish Hussars della Regina, che mantenne fino alla sua morte nel 1965. Fu chiamato "il più grande ussaro di tutti i tempi". Era anche il Colonnello in Capo dei Queen's Own Oxfordshire Hussars.
Dal 1941 alla sua morte, fu Lord guardiano dei cinque porti, un ufficio cerimoniale. Nel 1941 il governatore generale del Canada Alexander Cambridge, conte di Athlone, lo nominò membro nel Consiglio privato del Re per il Canada. Sebbene ciò gli permettesse di usare il trattamento The Honourable e le lettere post-nominali PC, entrambi furono sopravanzati dalla sua appartenenza al Consiglio privato imperiale, che gli permetteva l'uso di The Right Honourable. Fu anche nominato Gran Seigneur della Hudson's Bay Company nel dicembre del 1955.
Nel 1945, fu menzionato da Halvdan Koht tra sette candidati per il Premio Nobel per la Pace. Tuttavia, non venne nominato esplicitamente nessuno di questi: alla fine fu premiato Cordell Hull.
Churchill ricoprì l'incarico di Vice Luogotenente (DL) del Kent nel 1949.
Nel 1953 ottenne due importanti riconoscimenti: fu nominato Cavaliere compagno del Nobilissimo Ordine della Giarrettiera (divenendo Sir Winston Churchill, KG) e gli fu conferito il Premio Nobel per la letteratura "per la sua padronanza della descrizione storica e biografica e per la sua brillante oratoria in difesa dei valori".
Fu cancelliere dell'Università di Bristol e nel 1959 Father of the House, il deputato da più tempo in carica.
Nel 1956 Churchill ricevette il Premio Carlo Magno (Karlspreis), un premio conferito dalla città tedesca di Aquisgrana a coloro che hanno maggiormente contribuito all'idea di unità europea.
Nel 1961 il Chartered Institute of Building nominò Churchill membro onorario per la passione verso l'industria delle costruzioni.
Nel 1964 il Civitan International conferì a Churchill il suo primo World Citizenship Award per il servizio reso alla comunità mondiale.
Churchill fu anche nominato Kentucky Colonel.
Quando Churchill aveva 88 anni, il Duca di Edimburgo gli chiese come avrebbe voluto essere ricordato; Churchill rispose con una borsa di studio come la Rhodes Scholarship, ma per un maggior numero di studenti. Dopo la sua morte, venne fondato il Winston Churchill Memorial Trust nel Regno Unito e in Australia. In Australia è stato organizzato un Churchill Trust Memorial Day che ha raccolto 4,3 milioni di dollari. Da quel momento in poi il Churchill Trust in Australia ha sostenuto oltre 3.000 beneficiari di borse di studio in una varietà di campi, avendo come unici criteri il merito, l'esperienza o il potenziale dimostrato, e la propensione a contribuire alla comunità.

## Commemorazioni

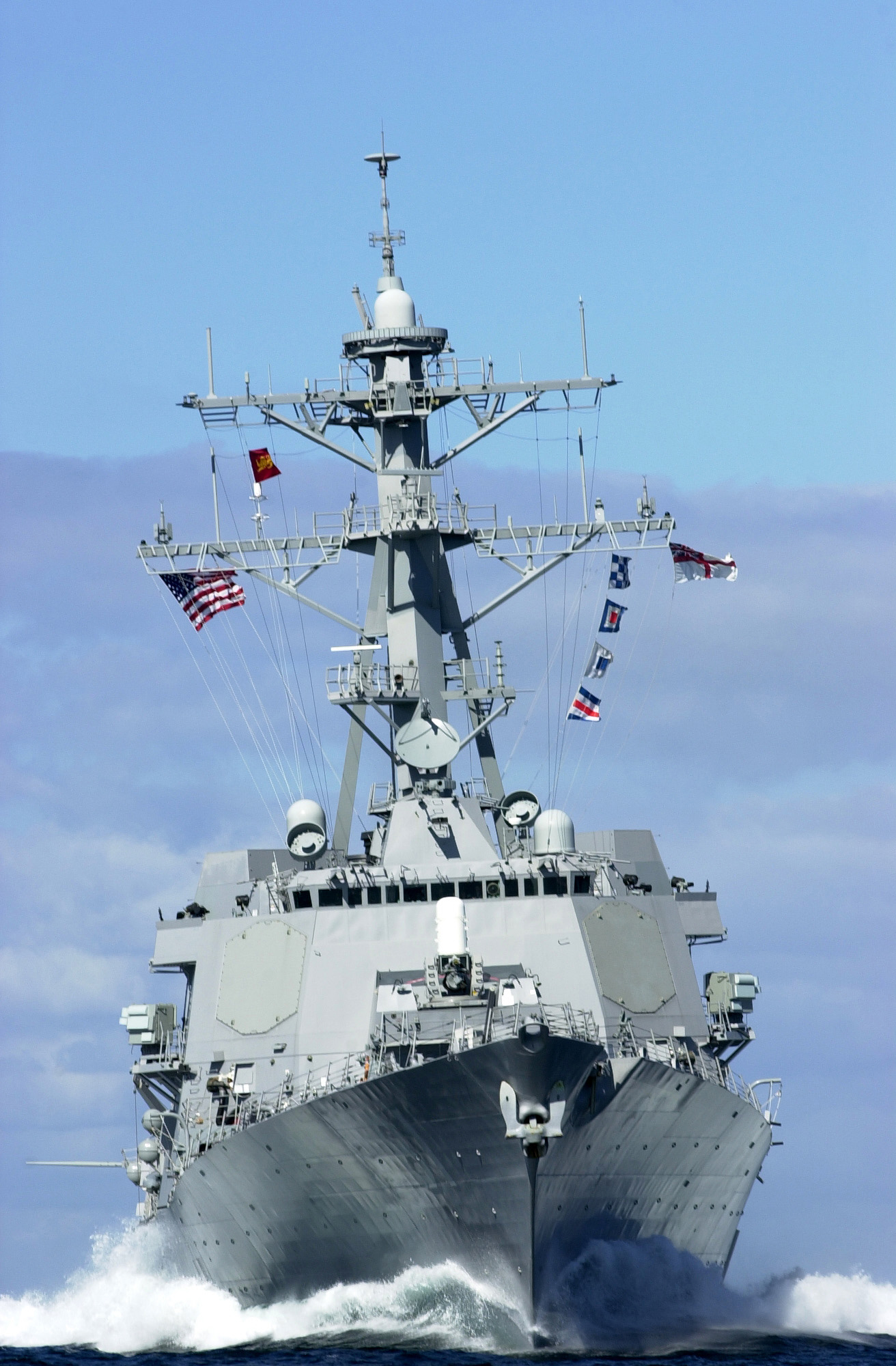
Il cacciatorpediniere USS Winston Churchill

Il Winston Churchill Range nelle Montagne Rocciose Canadesi è stato così chiamato in suo onore.
Uno dei quattro set di denti falsi creati appositamente per mantenere il caratteristico stile di discorso di Churchill, che Churchill indossò per tutta la vita, è ora conservato nel Museo Hunterian al Royal College of Surgeons of England.
Due navi da guerra della Royal Navy sono state nominate HMS Churchill: il cacciatorpediniere USS Herndon (I45) (1940-1944) e il sottomarino HMS Churchill (1970-1991).

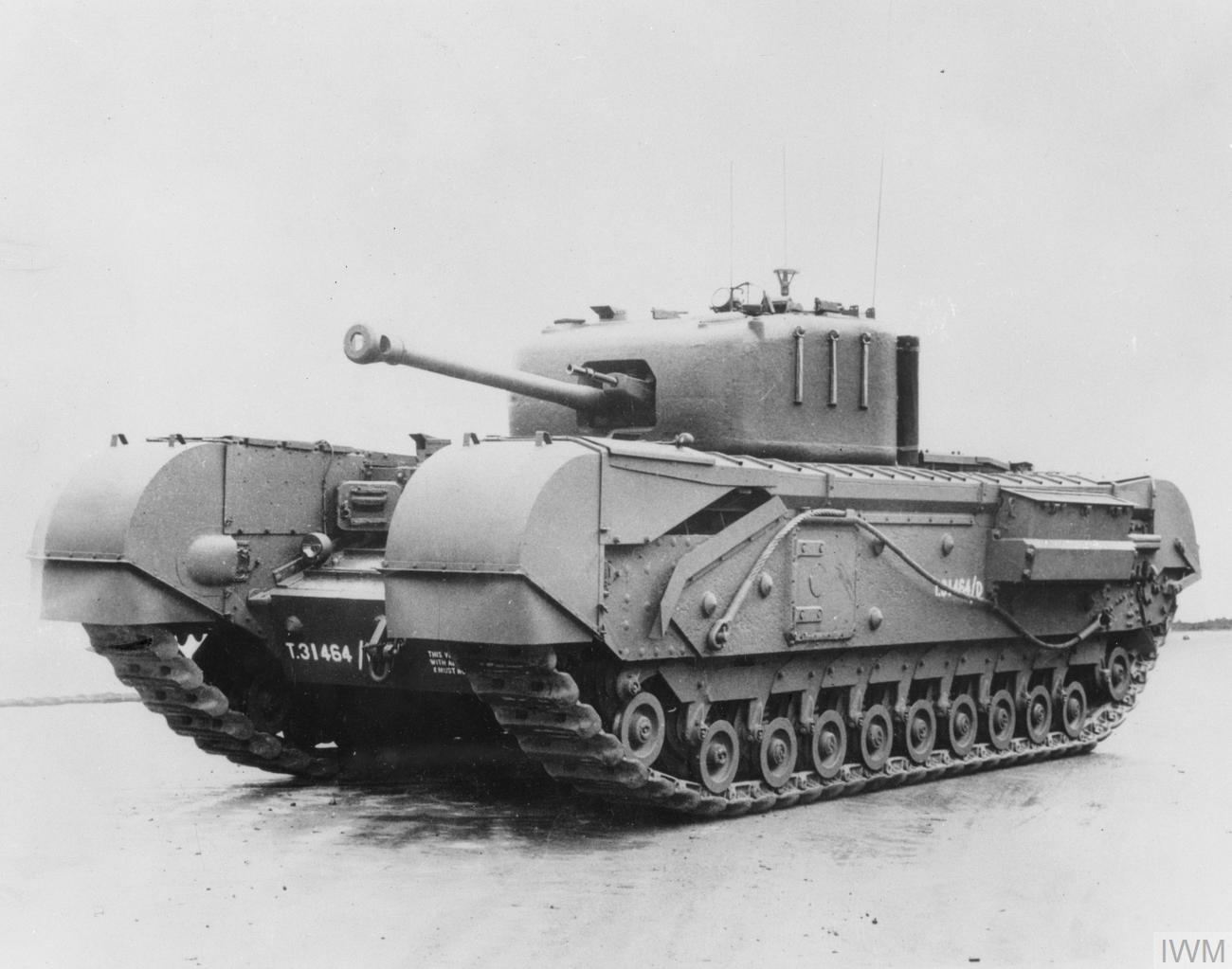
Il carro armato Mk IV Churchill

Il 10 marzo 2001, il cacciatorpediniere della classe Arleigh Burke USS Winston S. Churchill (DDG-81) fu commissionato alla Marina degli Stati Uniti. Il lancio e il battesimo della nave due anni prima è stato co-sponsorizzato dalla figlia di Churchill, Lady Soames.
Inoltre, un traghetto per auto danese si chiamava Winston Churchill e la corporazione della Trinity House nominò allo stesso modo uno dei fari. Una nave da addestramento a vela fu chiamata Sir Winston Churchill.
Nel settembre 1947, la Southern Railway nominò in onore di Churchill una locomotiva a vapore della classe di battaglia della Gran Bretagna n. 21C151. A Churchill fu offerta l'opportunità di celebrare la cerimonia di denominazione, ma rifiutò. La locomotiva fu in seguito utilizzata per trainare la sua carrozza funebre e ora è conservata nel National Railway Museum di York.
Apparve su una corona del 1965, il primo cittadino comune ad essere raffigurato su una moneta britannica. Fece un'altra apparizione su una corona emessa nel 2010 per onorare il 70 ° anniversario della sua Premiership.
Il prestigioso champagne cuvée di Pol Roger, il cuvée Sir Winston Churchill, porta il suo nome. La prima annata, 1975, fu presentata nel 1984 a Blenheim Palace. Il nome fu accettato dai suoi eredi dato che Churchill era un fedele cliente di Pol Roger. Dopo la morte di Churchill nel 1965, Pol Roger aggiunse una fascia nera all'etichetta sulle bottiglie spedite nel Regno Unito in segno di lutto. L'etichetta fu ritirata solo nel 1990.
Il carro armato Mk IV Churchill fu carro armato britannico della Seconda Guerra Mondiale intitolato a Churchill, che ricopriva l'incarico di Primo ministro al momento della sua progettazione.
La Julieta (7 "× 47), una taglia del sigaro, è anche comunemente conosciuta come Churchill.

## Sondaggi
Churchill è stato incluso in numerosi sondaggi, per lo più legati alla grandezza. La rivista Time lo nominò Uomo dell'Anno per il 1940, e "Uomo di metà secolo" nel 1949. Un sondaggio della BBC, del gennaio 2000, ha visto Churchill votato come il più grande Primo ministro britannico del XX secolo. Nel 2002, gli spettatori della BBC TV e gli utenti del sito Web lo hanno votato come il più grande inglese di tutti i tempi in una serie in dieci puntate chiamata 100 Greatest Britons, un sondaggio che ha attirato quasi due milioni di voti.

## Edifici, strade, statue e luoghi geografici

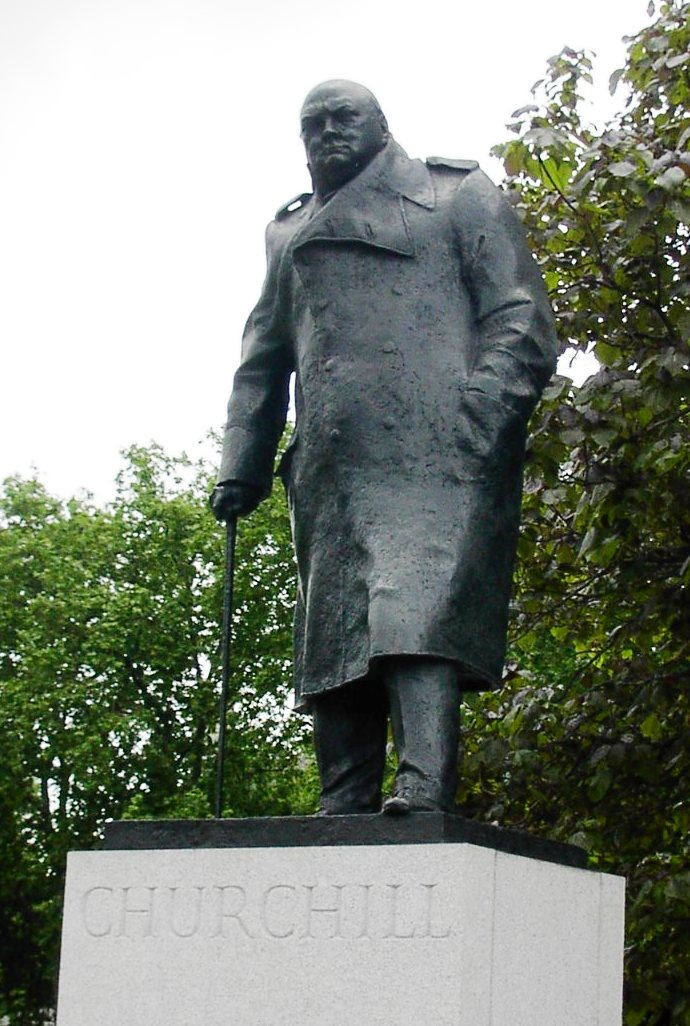
Statua di Churchill a Parliament Square, Londra

Molte statue sono state realizzate in onore di Churchill. Numerosi edifici e piazze sono stati anche nominati in suo onore.
L'esempio più importante di una statua di Churchill è la statua ufficiale commissionata dal governo e creata da Ivor Roberts-Jones che ora si trova in Parliament Square a Londra. Fu inaugurata dalla vedova di Churchill, Lady Churchill, il 1º novembre 1973, ed è stata classificata Grade II nel 2008. Un'altra statua di Churchill realizzata da Roberts-Jones che mostra il segno V occupa una posizione di rilievo a New Orleans (1977). Inoltre sono state realizzate anche altre statue, tra cui un busto in bronzo di Winston Churchill di Jacob Epstein (1947), diverse statue di David McFall a Woodford Green (1959), William McVey al di fuori dell'ambasciata britannica a Washington DC (1966), Franta Belsky a Fulton (1969), almeno tre di Oscar Nemon: una sul prato anteriore della filiale della Halifax Public Library a Spring Garden Road, Halifax, Nuova Scozia (1980); uno nella Camera dei Comuni (1969); un busto insieme a quello di Franklin Roosevelt che commemora la Conferenza di Québec del 1943 accanto a Port St. Louis a Québec (1998); e uno in Nathan Phillips Square fuori la Toronto City Hall (1977), e una statua ad opera di Jean Cardot accanto al Petit Palais di Parigi (1998). Una statua di Churchill e Roosevelt, scolpita da Lawrence Holofcener, si trova a New Bond Street, a Londra.
Al XIX Festival di Habano a Cuba, Habanos SA ha annunciato formalmente l'H. Upmann Sir Winston Gran Reserva 2011.
Dopo che Churchill è stato dichiarato il più grande inglese di tutti i tempi nel sondaggio della BBC e nella serie televisiva 100 Greatest Britons, una statua è stata eretta in suo onore e ora si trova negli studi della BBC. Churchill è anche immortalato da molte statue e da una piazza pubblica a New York, in riconoscimento della sua vita, e anche perché sua madre era di New York. La sua famiglia materna (i Jerome) viene anche commemorata in strade, parchi e quartieri della città.
Il memoriale nazionale e del Commonwealth in onore di Churchill è il Churchill College di Cambridge, fondato nel 1958 e inaugurato nel 1960. Ospita anche il Churchill Archives Centre, che raccoglie i documenti di Sir Winston Churchill e oltre 570 collezioni di documenti personali e archivi che raccontano la storia politica dell'era Churchill e quella successiva.
Anche molte scuole sono state nominate in suo onore: dieci scuole in Canada sono intitolate in suo onore: una a Vancouver, Winnipeg, Thunder Bay, Hamilton, Kingston, St. Catharines, Lethbridge, Calgary, Toronto (Scarborough) e Ottawa. Il Churchill Auditorium del Technion di Haifa in Israele prende il suo nome. Almeno quattro scuole superiori americane portano il suo nome; questi si trovano a Potomac, nel Maryland; Livonia, nel Michigan; Eugene, Oregon e San Antonio, Texas.

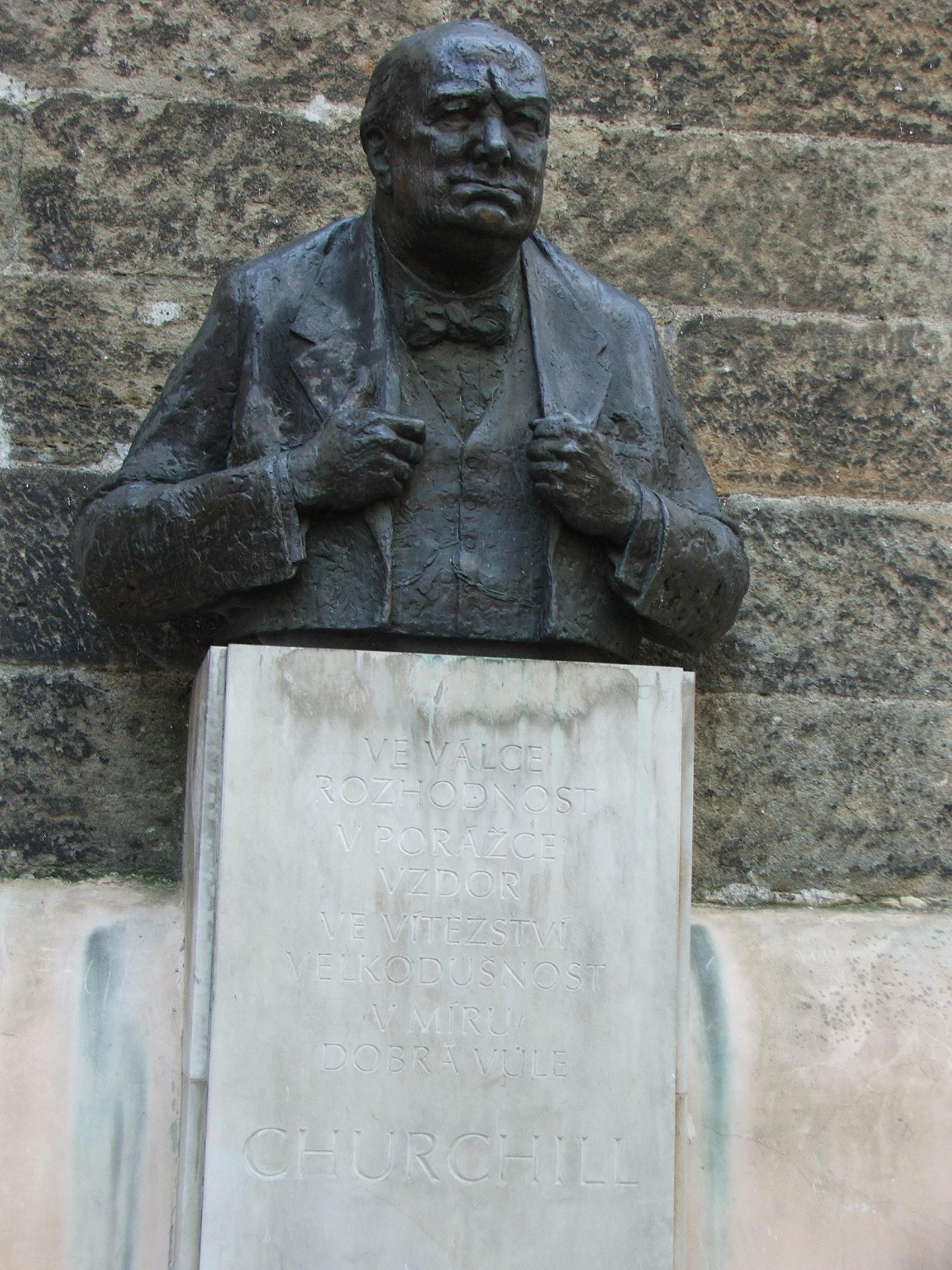
Busto di Churchill di fronte all'ambasciata britannica a Praga

A Londra, Churchill Place è una delle piazze principali di Canary Wharf. Winston Churchill Avenue è una strada principale a Portsmouth. Basingstoke e Salford hanno entrambe strade chiamate Churchill Way.
La città di Edmonton, Alberta, in Canada, ha una fermata del tram e una piazza pubblica chiamata in suo onore. Churchill Square è la piazza principale della città ed è stata rinnovata nel 2004 per il centenario della fondazione. Ci sono diverse altre piazze a lui intitolate, tra cui una a Brighton, in Inghilterra e una a Terranova. L'estremità sud di Churchill Avenue a Ottawa era il sito del Churchill Arms Motor Hotel, che molti residenti di Ottawa ricordano per il dipinto esterno a tre piani della sagoma di Winston Churchill. Churchill Avenue fu ribattezzata dal nome originale Main Street dopo la Seconda guerra mondiale. A St. Albert, l'Alberta Sir Winston Churchill Ave corre da est a ovest attraverso la città. Winston Churchill Boulevard a Mississauga, Ontario, Canada è a sua volta chiamato in onore di Churchill.
Il Churchill National Park in Australia, che fu istituito il 12 febbraio 1941 come parco nazionale di Dandenong, fu ribattezzato nel 1944 in suo onore. Anche la città di Churchill, Victoria, Churchill Island e Churchill Island Marine National Park a Victoria, in Australia, portano il suo nome.
In Canada, il Sir Winston Churchill Provincial Park, il Churchill Park, St. John's e Churchill Lake nel Saskatchewan hanno tutti il suo nome.
Nel 1966, un grande molo nel Porto di Anversa prese il suo nome e la cerimonia fu presieduta dalla regina Elisabetta II.
Náměstí W. Churchilla (Winston Churchill Square) si trova dietro la stazione ferroviaria principale a Praga, Repubblica Ceca.
A Gibilterra la strada principale che collega il confine con la Spagna e l'aeroporto al centro della città si chiama Winston Churchill Avenue.
Churchillparken a Copenaghen, in Danimarca; Churchill Park, Glendowie, Nuova Zelanda; Churchill Park (Lautoka), Figi; e la stazione ferroviaria di Energlyn e Churchill Park nel Galles sono altri luoghi del mondo chiamati in suo onore.
In Norvegia diverse strade nelle città di Trondheim e Tromsø sono nominate in onore di Winston Churchill. Vale a dire "Churchills vei" a Jakobsli, Trondheim e "Winston Churchills vei" a Tromsø.
Il Churchill che occupa un intero isolato nel quartiere di Midtown Manhattan a New York è un edificio residenziale che porta il suo nome e presenta il suo ritratto nella hall e nella piscina sul tetto (rara per le residenze di New York). Molte altre strade e edifici pubblici più piccoli, meno significativi, in particolare nel Regno Unito, in Canada, in Australia e in Nuova Zelanda sono stati nominati in onore di Churchill.

## Titoli accademici
- Membro della Royal Society (FRS, 1941-)
- Rettore dell'Università di Aberdeen (1914-1918)
- Rettore dell'Università di Edimburgo (1929-1932)
- Cancelliere dell'Università di Bristol (1929-)[38]
- Royal Academician Extraordinary della Royal Academy of Arts (RAs extr, 1948-)[39]
- Professore onorario al Massachusetts Institute of Technology MIT (1949)
- Membro della Accademia reale di scienze, lettere e belle arti del Belgio[40]

## Titoli accademici onorifici
- Laurea ad honorem in Legge (Hon. LL.D) dalla Queen's University, Belfast, Irlanda del Nord, Regno Unito (1926)
- Laurea ad honorem in Legge (Hon. LL.D) dalla University of Rochester[41], New York, Stati Uniti d'America (16 giugno 1941)
- Laurea ad honorem in Legge (Hon. LL.D) dalla Harvard University, Cambridge, Massachusetts, Stati Uniti d'America (6 settembre 1943)[42]
- Dottorato onorario in Legge (Hon. LL.D) della McGill University, Montréal, Québec, Canada (16 settembre 1944)[43]
- Laurea ad honorem in Legge (Hon. LL.D) dalla University of Miami, Coral Gables, Florida, Stati Uniti d'America (26 febbraio 1946)[44]
- Laurea ad honorem in Legge (Hon. LL.D) dalla University of Aberdeen, Aberdeen, Scozia, Regno Unito (27 aprile 1946)
- Laurea ad honorem in Legge (Hon. LL.D) dal Westminster College, Fulton, Missouri, Stati Uniti d'America (5 maggio 1946)[45]
- Dottorato honoris causa in Legge (Dr. h.c.) dall'Università di Leida, Leida, Paesi Bassi (10 maggio 1946)[46]
- Dottorato onorario in filosofia presso l'Università di Copenaghen
- Dottorato onorario in Legge (Hon. LL.D) dalla University of London, Londra, Inghilterra, Regno Unito (1948)
- Laurea ad honorem in Legge (Hon. LL.D) dalla University of Liverpool, Liverpool, Inghilterra, Regno Unito (1949)]
- Dottorato in filosofia honoris causa (Dr. Phil. h.c.) dall'Università di Copenaghen, Copenaghen, Danimarca (1950)

## Gradi e titoli militari
- Cornetta, IV Ussari della Regina (20 febbraio 1895)[47]
- Tenente, IV Ussari della Regina (20 maggio 1896)[47]
- Tenente, South African Light Horse (gennaio 1900)[47]
- Capitano, Queen's Own Oxfordshire Hussars, Imperial Yeomanry (4 gennaio 1902)[47]
- Maggiore, Henley Squadron, Queen's Own Oxfordshire Hussars (5 maggio 1905)[47]
- Maggiore, 2º Battaglione, Grenadier Guards (novembre 1915)[47]
- Tenente-Colonnello (temporaneo), VI Battaglione, Royal Scots Fusiliers (5 gennaio 1916-marzo 1916)[47]
- Maggiore, Esercito territoriale (marzo 1916 - 1924)[47]
- Commodoro d'onore onorario, 615 squadrone RAF (1939-1957)[47]
- Colonnello, IV Ussari della Regina (22 ottobre 1941 - 1958)[47]
- Colonnello, Queen's Royal Irish Hussars (1958-1965)[47]
- Colonnello onorario, Queen's Own Oxfordshire Hussars[47]
- Colonnello onorario, Artiglieria Reale, Esercito territoriale (21 ottobre 1939 - 1965)[47]
- Colonnello onorario, VI Battaglione, Royal Scots Fusiliers (24 gennaio 1940)[47]
- Colonnello onorario, IV-V (Cinque Ports) Battaglione, Royal Sussex Regiment (24 gennaio 1940)[47]
- Maggiore, Territorial Army, in pensione (20 febbraio 1942)[47]
- Colonnello onorario, 489° (Cinque Ports) Reggimento antiaereo pesante, Artiglieria Reale, Esercito territoriale (1947-1955)[47]
- Brevetto di Pilota onorario (Honorary Pilot Wings), United States Air Force (Stati Uniti d'America)[47]
- Colonnello del Kentucky, Onorevole Ordine dei Colonnelli del Kentucky (Commonwealth of Kentucky, Stati Uniti d'America)[47]

## Incarichi politici e governativi
- Membro del Parlamento (MP, 1901-1922; 1924-1964)
- Sottosegretario di Stato alle Colonie (1905-1908)
- Consigliere privato dell'Onorevolissimo Consiglio Privato di Sua Maestà (PC, 1907-)
- President of the Board of Trade (1908-1910)
- Ministro dell'Interno (1910-1911)
- Primo Lord dell'Ammiragliato (1911-1915)
- Cancelliere del Ducato di Lancaster (25 maggio - 25 novembre 1915)
- Ministro degli Approvvigionamenti (1917-1919)
- Segretario di Stato per la Guerra e per l'Aria (1919-1921)
- Cancelliere dello Scacchiere (1924-1929)
- Primo ministro del Regno Unito (1940-1945; 1951-1955)
- Lord Guardiano dei Cinque Porti (1941-)
- Consigliere privato del Consiglio privato della Regina per il Canada (PC (Can.), 1941-)
- Leader dell'opposizione (1945-1951)
- Padre della Camera (1959-1964)

## Altri riconoscimenti
- Honorary Bencher, The Honourable Society of Gray's Inn, Londra, Inghilterra, Regno Unito (1942)
- Medaglia di Alberto in oro, Royal Society of Arts, Regno Unito (1945)
- Medaglia Grotius, Paesi Bassi (1949)
- Premio Nobel per la Letteratura, Accademia Reale di Svezia (1953)
- Gran signore della Hudson's Bay Company, Canada (1955)[48]
- Premio Williamsburg, Colonial Williamsburg, Williamsburg, Virginia, Stati Uniti d'America (Londra, 7 dicembre 1955)[49]
- Medaglia Franklin, Città di Filadelfia, Pennsylvania, Stati Uniti d'America (1956)
- Premio Carlo Magno, Città di Aquisgrana, Germania (1956)[50]
- Membro onorario a vita, Veteran's Fire Engine Company, Alexandria, Virginia (1960)
- 1° World Citizenship Award, Civitan International, Birmingham, Alabama, Stati Uniti d'America (1964)
- Premio Theodor Herzl, Zionist Organization of America ZOA (1964)
- Membro onorario, Lloyd's di Londra, Londra, Inghilterra, Regno Unito
- Membro della Amalgamated Union of Building Trade Workers, Londra, Inghilterra, Regno Unito
- Presidente della Victoria Cross e George Cross Association (1959-)[51]

## Partecipazione a società di lignaggio
- Royal Society of St. George (Vicepresidente), Londra, Inghilterra, Regno Unito
- Società dei Cincinnati, Washington, D.C., Stati Uniti d'America (1952)
- National Society of the Sons of the American Revolution (SAR), Louisville, Kentucky, Stati Uniti d'America

## Cittadinanze onorarie
- 2 aprile 1941: Oldham[52]
- 12 ottobre 1942: Edimburgo[53]
- 30 giugno 1943: Londra[54]
- 16 novembre 1944: Parigi[55]
- 1945: Wanstead e Woodford[56]
- 3 marzo 1946: Roquebrune-Cap-Martin[57]
- 4 ottobre 1946: Blackpool[58]
- 1946: Poole[59]
- 1946: Aberdeen
- 1946: Westminster[60]
- 31 ottobre 1946: Birmingham
- 1947: Manchester[61][62]
- 1947: Ayr[63]
- 1947: Darlington[64]
- 3 ottobre 1947: Brighton[65][66]
- 22 aprile 1948: Eastbourne[67][68]
- 6 luglio 1948: Aldershot[69]
- 16 luglio 1948: Cardiff[70][71]
- 27 maggio 1948: Perth[72]
- 1949: Kensington[73][74]
- 20 maggio 1950: Worcester[75]
- 13 luglio 1950: Bath[76]
- 12 dicembre 1950: Portsmouth[77]
- 2 marzo 1951: Swindon[78]
- 16 aprile 1951: Sheffield[79][80][81]
- 15 agosto 1951: Deal[82][83]
- 1951: Aberystwyth[84]
- 1951: Dover[85]
- 1953: Stirling
- 17 gennaio 1953: Kingston[86][87]
- 15 dicembre 1950: Portsmouth[88][89]
- 30 settembre 1955: Harrow[90]
- 16 dicembre 1955: Derry[91]
- 16 dicembre 1955: Belfast[92][93][94]
- 23 luglio 1957: Douglas[95]
- 27 novembre 1957: Margate
- 28 ottobre 1958: Leeds
- 10 ottobre 1964: Estcourt[96]